# Sergio Pardilla
Sergio Pardilla Bellón (Membrilla, 16 januari 1984) is een Spaans wielrenner die anno 2019 rijdt voor Caja Rural-Seguros RGA.

## Carrière
Pardilla begon zijn carrière in 2006 bij de Spaanse continentale ploeg Viña Magna-Cropu. In de Ronde van de Toekomst van dat jaar zette Pardilla de tiende en laatste etappe, van Saint-Nicolas-La-Chapelle naar Marcinelle-en-Montagne, naar zijn hand. Bovendien won hij in deze ronde het bergklassement.

## Belangrijkste overwinningen
2005
4e etappe Circuito Montañés
2006
10e etappe Ronde van de Toekomst
Bergklassement Ronde van de Toekomst
2007
3e etappe Ronde van de Pyreneeën
Eindklassement Ronde van de Pyreneeën
2009
5e etappe Ronde van Japan
Eindklassement Ronde van Japan
6e etappe Circuito Montañés
2010
1e etappe Ronde van Andalusië
3e etappe Ronde van Madrid
Eindklassement Ronde van Madrid
2012
Bergklassement Ronde van Burgos
2013
4e etappe Ronde van Portugal
2016
5e etappe Ronde van Burgos

## Resultaten in voornaamste wedstrijden
| Jaar | Ronde van Italië | Ronde van Frankrijk | Ronde van Spanje |
| ---- | ---------------- | ------------------- | ---------------- |
| 2011 | 48e              |                     | opgave           |
| 2012 | 18e              |                     |                  |
| 2013 |                  |                     |                  |
| 2014 |                  |                     | 17e              |
| 2015 |                  |                     |                  |
| 2016 |                  |                     | 18e              |
| 2017 |                  |                     | 15e              |
| 2018 |                  |                     | 49e              |
| 2019 |                  |                     | 88e              |

| Jaar | Milaan-San Remo | Luik-Bast.‑Luik | Ronde van Lombardije | Clásica San Sebastián |  | Wereldranglijsten |
| ---- | --------------- | --------------- | -------------------- | --------------------- |  | ----------------- |
| 2011 |                 |                 | opgave               | 41e                   |  |                   |
| 2012 |                 |                 | opgave               |                       |  | 155e (UWT)        |
| 2013 | 102e            |                 | opgave               |                       |  |                   |
| 2014 |                 | 58e             |                      |                       |  |                   |
| 2015 |                 |                 |                      |                       |  |                   |
| 2016 |                 |                 |                      | 64e                   |  |                   |
| 2017 |                 |                 |                      | 46e                   |  |                   |
| 2018 |                 |                 |                      | 38e                   |  |                   |
| 2019 |                 |                 |                      |                       |  |                   |

## Ploegen
- 2006 –  Viña Magna-Cropu
- 2007 –  Viña Magna-Cropu
- 2008 –  Burgos Monumental
- 2009 –  CarmioOro-A-Style
- 2010 –  CarmioOro NGC
- 2011 –  Movistar Team
- 2012 –  Movistar Team
- 2013 –  MTN-Qhubeka
- 2014 –  MTN-Qhubeka
- 2015 –  Caja Rural-Seguros RGA
- 2016 –  Caja Rural-Seguros RGA
- 2017 –  Caja Rural-Seguros RGA
- 2018 –  Caja Rural-Seguros RGA
- 2019 –  Caja Rural-Seguros RGA